# Raihau Maiau
Raihau Maiau (né le 8 janvier 1992 à Moorea-Maiao) est un athlète de Polynésie française, spécialiste du saut en longueur. Après avoir initialement représenté son territoire du point de vue sportif, il concourt pour la France à compter du 8 mars 2016, depuis qu'il s'entraîne en métropole.

## Carrière
Lors des Jeux du Pacifique à Port Moresby, il saute à 8,14 m mais avec un vent trop favorable (+4,5 m/s). Son record personnel est de 8,02 m, établi en salle, à Nantes, le 4 février 2016. Son record personnel en extérieur est de 7,98 m.
En juillet 2017, il remporte les Championnats de France en réalisant 8,22 m mais avec un vent trop favorable, l'empêchant de participer aux Championnats du monde de Londres. Le 28 août, il décroche la médaille de bronze de l'Universiade d'été à Taipei avec un saut à 7,91 m.
Le 14 juin 2019, il saute 7,94 m (+1.4)	à Pierre-Bénite. 
5 ans après, en Juin 2024, à l'approche des Jeux Olympiques de Paris 2024, Raihau Maiau  (Amiens UC) retrouve son tout meilleur niveau au meilleur moment en décollant à 7,94 m (+1,7). 

## Palmarès
| Date | Compétition             | Lieu    | Résultat | Marque |
| ---- | ----------------------- | ------- | -------- | ------ |
| 2017 | Jeux de la Francophonie | Abidjan | 1er      | 7,90 m |
| 2017 | Universiade             | Taipei  | 3e       | 7,91 m |
| 2023 | Jeux du Pacifique       | Honiara | 1er      | 7,44 m |

### National
- Championnats de France d'athlétisme :
  - Vainqueur du saut en longueur en 2017